# Уткин, Евгений Иванович
Евгений Иванович Уткин (28 января 1919, Большие Чапурники, Царицынская губерния — 31 мая 1986, Москва) — полковник Советской Армии, участник Великой Отечественной войны, Герой Советского Союза (1945).

## Биография
Евгений Уткин родился 28 января 1919 года в селе Большие Чапурники (ныне — Светлоярский район Волгоградской области). После окончания Саратовского планово-экономического института проживал и работал в Барнауле. В 1939 году Уткин был призван на службу в Рабоче-крестьянскую Красную Армию. В 1941 году он окончил Чкаловскую военную авиационную школу пилотов. С марта 1943 года — на фронтах Великой Отечественной войны.
К январю 1945 года старший лейтенант Евгений Уткин был заместителем командира эскадрильи 996-го штурмового авиаполка 224-й штурмовой авиадивизии 8-го штурмового авиакорпуса 8-й воздушной армии 4-го Украинского фронта. К тому времени он совершил 129 боевых вылетов на штурмовку скоплений боевой техники и живой силы противника, нанеся ему большие потери. 16 августа 1944 года он был сбит над занятой противником территорией и в течение пяти дней добирался до своих.
Указом Президиума Верховного Совета СССР от 29 июня 1945 года старший лейтенант Евгений Уткин был удостоен высокого звания Героя Советского союза с вручением ордена Ленина и медали «Золотая Звезда».
После окончания войны Уткин продолжил службу в Советской Армии, был уволен в запас в звании полковника. В 1950 году он окончил Военно-воздушную академию. Проживал в Москве. Скончался 31 мая 1986 года.
Был также награждён тремя орденами Красного Знамени, двумя орденами Отечественной войны 1-й степени, орденом Красной Звезды и рядом медалей.